# Colbun (kommun i Chile)
Colbun är en kommun i Chile.   Den ligger i provinsen Provincia de Linares och regionen Región del Maule, i den södra delen av landet, 290 km söder om huvudstaden Santiago de Chile.
Trakten runt Colbun består i huvudsak av gräsmarker. Runt Colbun är det mycket glesbefolkat, med 7 invånare per kvadratkilometer.